# Камышинка (Варненский район)
Камышинка — посёлок в Варненском районе Челябинской области России. Входит в состав Краснооктябрьского сельского поселения..
Поселок основан в 1939—45 гг. при ферме «Заозерная» совхоза «Варненский». Официально присвоены статус и название в 1963 г..

## География
Расположен в южной части района. Расстояние до районного центра села Варна 37 км.

## Население
| 2002 | 2010 |
| ---- | ---- |
| 143  | ↘69  |

(в 1970 — 299, в 1983 — 141, в 1995 — 205). 

## Улицы
- Озёрная,
- Целинная,
- Центральная.

## Инфраструктура
- ООО «Заозерное»,
- фельдшерско-акушерский пункт,
- библиотека.